# Polychaeton
Polychaeton is een geslacht van schimmels dat behoort tot de familie Capnodiaceae.

## Soorten
Volgens Index Fungorum telt het geslacht 29 soorten (peildatum januari 2022):
| Soortnaam                  | Auteur(s)                            | Publicatiejaar |
| -------------------------- | ------------------------------------ | -------------- |
| Polychaeton artocarpi      | (Bat., Nascim. & Cif.) Khodap.       | 2006           |
| Polychaeton avellanae      | Desm.                                |                |
| Polychaeton bougainvilleae | Manohar., Kunwar, Sharath & Nagamani | 2003           |
| Polychaeton brasiliense    | (Bat., Nascim. & Cif.) D.R. Reynolds | 2010           |
| Polychaeton caespitosum    | (Ellis & Everh.) Speg.               | 1918           |
| Polychaeton caroliniense   | (Berk. & Desm.) Kuntze               | 1891           |
| Polychaeton citri          | (Pers.) Lév.                         | 1846           |
| Polychaeton corni          | (Auersw.) Kuntze                     | 1891           |
| Polychaeton crouanii       | (Mont.) Kuntze                       | 1891           |
| Polychaeton eugeniarum     | (Cooke) Kuntze                       | 1891           |
| Polychaeton expansum       | (Berk. & Desm.) Speg.                | 1918           |
| Polychaeton guaranaticum   | (Speg.) Speg.                        | 1918           |
| Polychaeton ichnocarpicola | S.K. Singh, P.N. Singh & P. Mishra   | 2006           |
| Polychaeton lanosum        | (Cooke) Kuntze                       | 1891           |
| Polychaeton lentisci       | (Thüm. ex Sacc.) Kuntze              | 1891           |
| Polychaeton lonicerae      | (Fuckel) Kuntze                      | 1891           |
| Polychaeton mangiferae     | (Cooke & Broome) Kuntze              | 1891           |
| Polychaeton mesnierianum   | (Thüm.) Kuntze                       | 1891           |
| Polychaeton nerii          | (Rabenh.) Kuntze                     | 1891           |
| Polychaeton persoonii      | (Berk. & Desm.) Kuntze               | 1891           |
| Polychaeton pini           | (Berk. & M.A. Curtis) Kuntze         | 1891           |
| Polychaeton pomorum        | (Berk. & M.A. Curtis) Kuntze         | 1891           |
| Polychaeton quercinum      | (Pers.) Kuntze                       | 1891           |
| Polychaeton rhamni         | (Cooke & Harkn.) Kuntze              | 1891           |
| Polychaeton tabebuiae      | Inácio & Dianese                     | 1998           |
| Polychaeton taxi           | (Sacc. & Roum.) Kuntze               | 1891           |
| Polychaeton tenellum       | (Sacc.) D.R. Reynolds                | 2010           |
| Polychaeton thuemenii      | (Sacc.) Kuntze                       | 1891           |
| Polychaeton thwaitesii     | (Berk.) Kuntze                       | 1891           |